# Далка

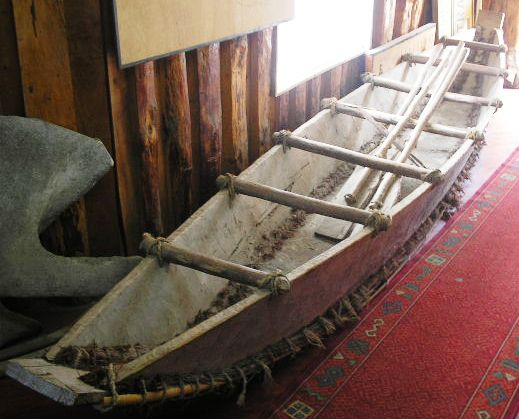
Реконструкція човна далка в музеї Далкахуе.

Далка (ісп. dalca) — легкий дерев'яний зшитий човен індіанців чоно, кочової тубільної народності з островів архіпелагу Чилое на півдні Чилі, який використовувався в цьому регіоні індіанцями і європейцями до кінця XIX ст.
Початкові модель човна складалась з трьох дерев'яних дощок, одна з яких формувала днище човна, а дві інші — борти. Дошки зшивались між собою мотузками з рослинних волокон, а шви між ними конопатилися рослинними матеріалами. Пізніше цей тип човна він був адаптований представниками вільїче, гілки народності мапуче, та іспанськими завойовниками, які додали деякі незначні модифікації, зокрема збільшивши кількість складових елементів човна (додавши по одній додатковій дошці з кожного борту), та додавши щогли з вітрилами та кочети для весел.

## Етимологія
Назва «далка» походить з мови мапуче мапудунгун і означає «човен» або «пліт»:129.

## Історія та регіон використання

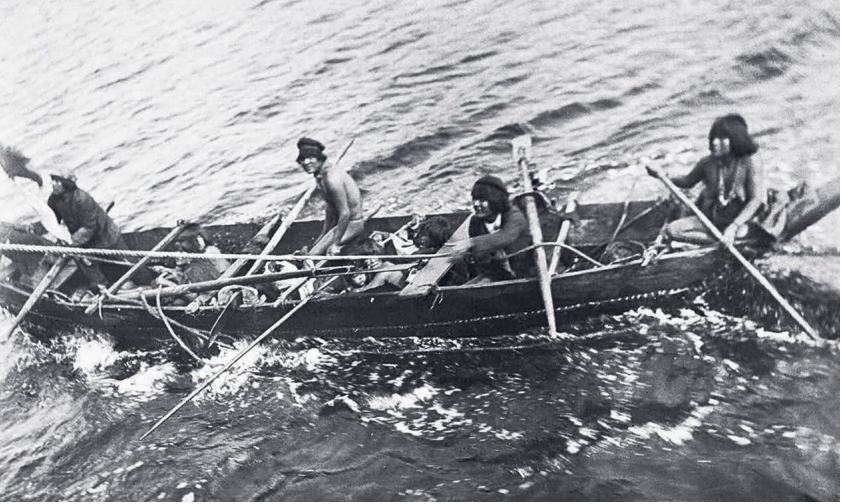
Індіанці племені Алакалуфи (Вогняна Земля) на зшитій далці в 1895 році.

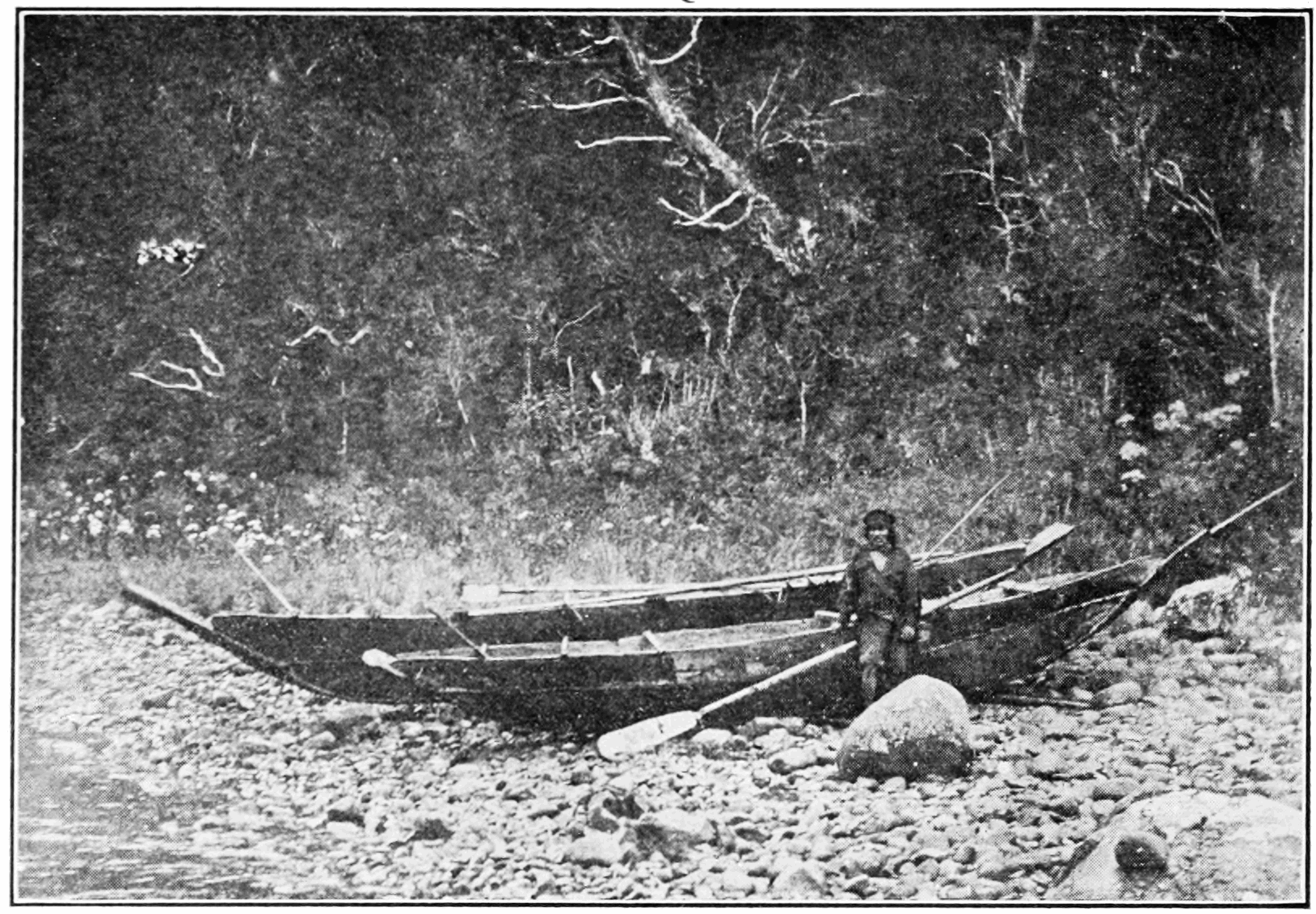
Далка в Магеллановій протоці

Винахід далки приписують народності чоно, які навчили його будувати сусідів з народності вільїче, від яких, в свою чергу, використання човна поширилось серед іспанців. Іспанські хроністи вказували, що це найкращий човен для плавання в цих водах і кращий за човни, які будувались завойовниками. Це був легкий плоскодонний човен з низькою осадкою, який ідеально підходив для плавання по місцевих водних шляхах, у тому числі між островами архіпелагу Чилое, через протоку Чакао (Canal de Chacao) і затоку Корковадо (Golfo Corcovado) до материкової частини Чилі та вздовж узбережжя затоки Пеньяс (Golfo de Penas). Іспанські хроніки назвали його найкращим човном для місцевих вод, що значно перевершує кораблі конкістадорів.
Далка походила з архіпелагу Чилое, а також використовувалася корінним населенням узбережжя Карелмапу, затоки Релонкаві:3, і архіпелагу Хонос між затокою Корковадо і півостровом Тайтао, до колоніальна ера, що розпочалася з приходом іспанців до Чилі:64. Його також використовували так звані «пеуенче» на озерах Науель-Уапі:129.
В XVI столітті далка не використовувалась південніше за півострова Тайтао, але з XVII століття використання цієї моделі човна почало поширюватися вздовж затоки Пеньяс далі на південь і в середині XVIII століття він вже використовували біля західного виходу з Магелланової протоки, а століттям пізніше також був відомий серед яґанів аж до острова Наваріно. У всіх цих регіонах традиційне каное з кори дерев, що використовувалося раніше, було замінене на далку:67.
До 1886 року далка була замінена іншими типами човнів і більше не використовувався в Чилое. Останні випадки використання далки зафіксовані у 1915 р.:75.

## Призначення
Чоно та вільїче широко використовували човни далка як засіб пересування по каналах та для риболовлі і вилову молюсків. Чоловіки рибалили з човна за допомогою жердини, яку іспанці називали «фісга» (fisga), а жінки використовували цей тип човна для пірнання за молюсками.

Далка в Етнографічному музеї в Стокгольмі, Швеція

Далка також широко використовувалась іспанськими колонізаторами в районі архіпелагу Чилое, включаючи риболовлю, заготівлю деревини, реалізацію системи кругових місій по євангелізації тубільного населення та здійснення експедицій до озера Науель-Уапі та по протокам Патагонії:131. Для дослідження району він також був надзвичайно зручним, оскільки його пласке дно і низька осадка дозволяло проходити по мілководдю і  підходити до узбережжя. Можливість спускати з місця дозволила перетнути Окскійський перешийок, сухопутний перехід, який також був відомий між озером Тодос-лос-Сантос і озером Лланкіуе і в районі Бігл-Канал, на південь від мису Пілар. 
Човен також використовувався тубільцями та іспанськими завойовниками під час бойових дій та військових конфліктів. За приклад можна згадати про переправу через канал Чакао з військами та запасами, здійсненими Мартіном Руїсом де Гамбоа, і про подію що можна назвати першою морською битвою в Америці між іспанцями та велічес у 1578 р., де в битві було задіяно по 50 човнів далка з кожної сторони:130-31.

## Будівельні матеріали та інструменти

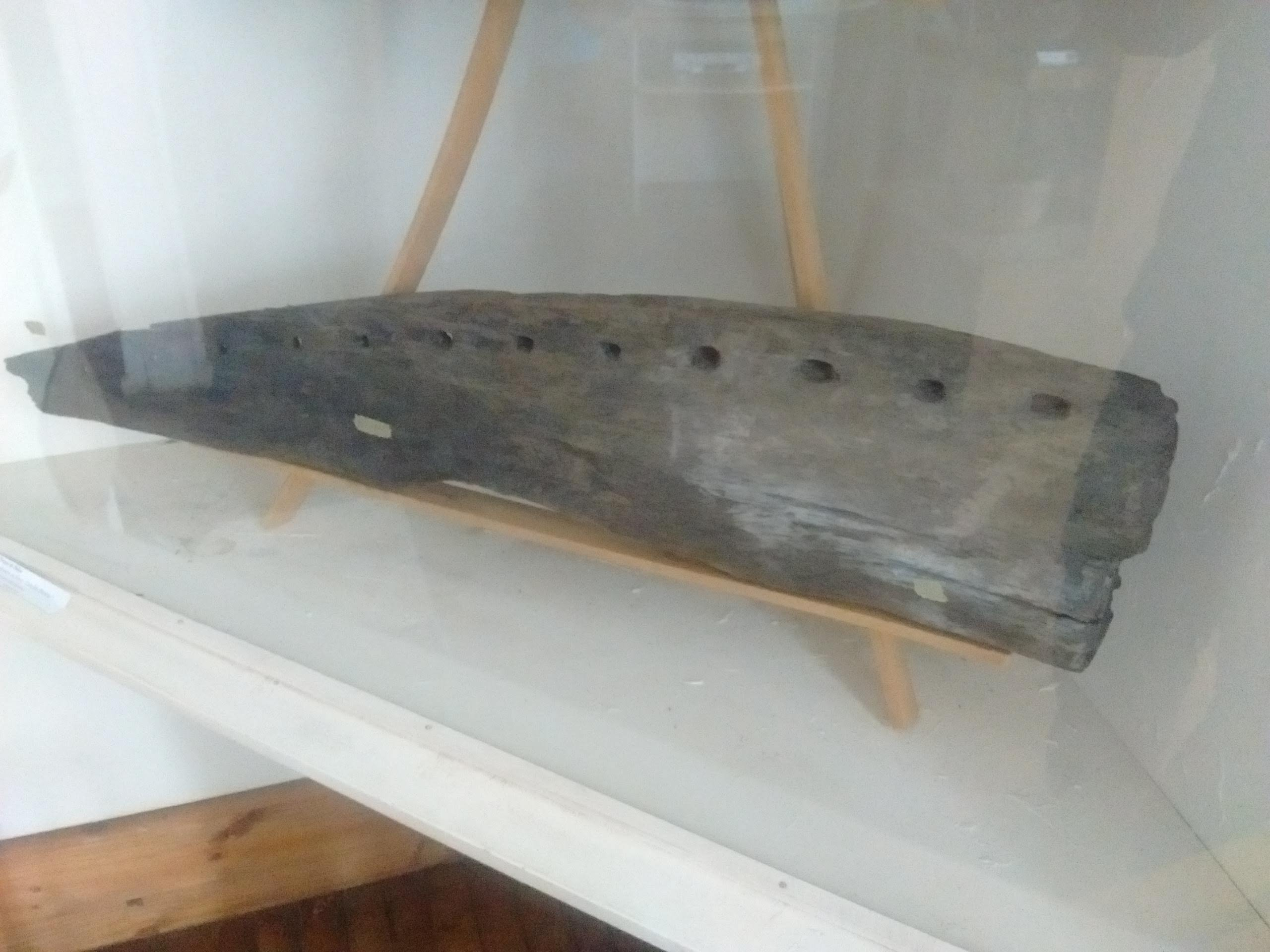

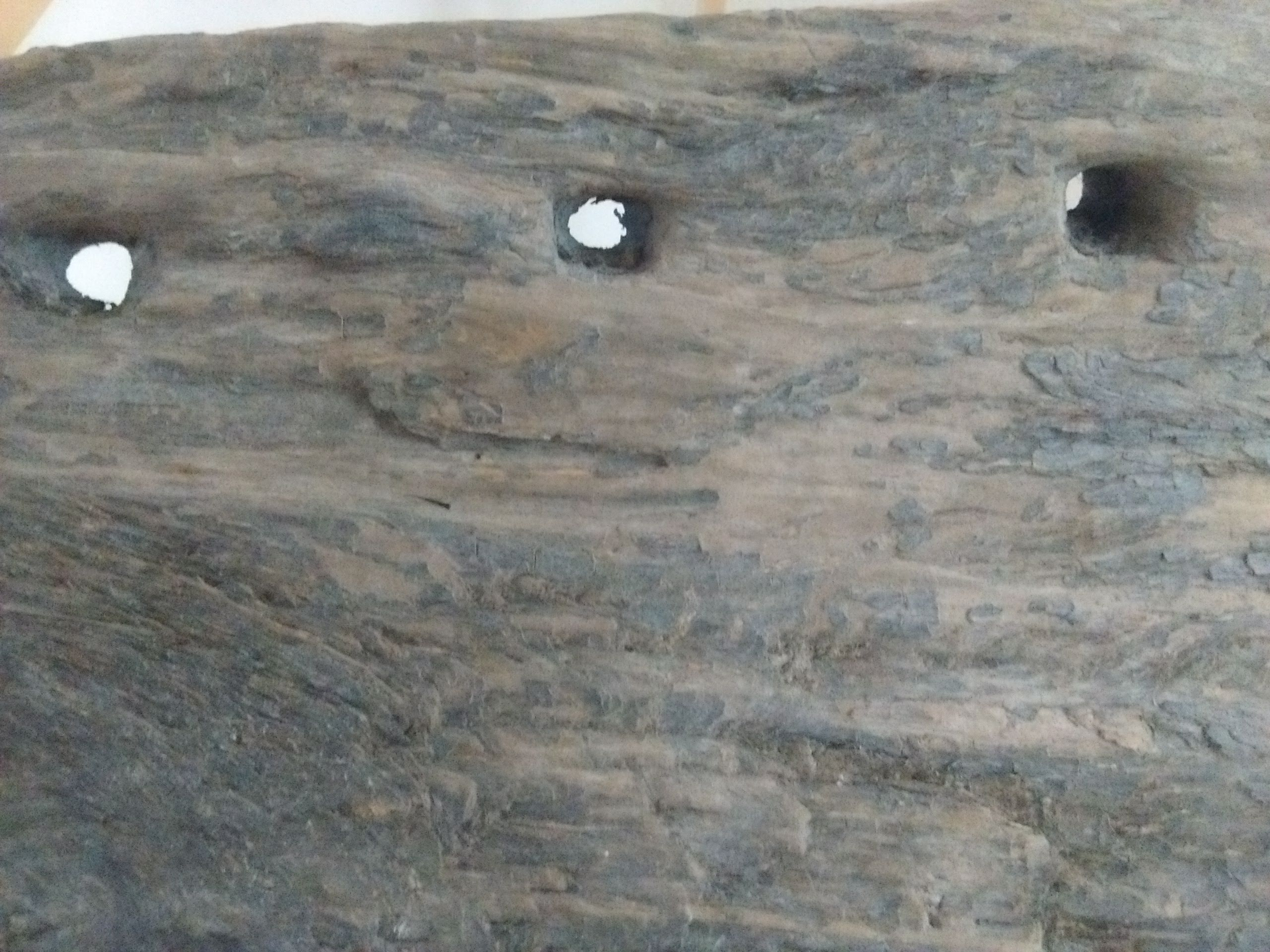

Розміри далки складали від 4 до 20 метрів в довжину, човен міг перевозити до 25 людей і приводився в рух веслами, а пізніше також вітрилом, виготовленим із шкіри морського лева:66. При будівництві далки використовувались примітивні інструменти, такі як черепашки молюсків, та інструменти з каміння і кісток тварин:4.
Човен складався з трьох дерев'яних дощок, які були вирізані на довжину, що відповідала довжині майбутнього човна. За словами Рікардо Латчема, для обробки деревини використовувались кам'яні сокири або мушлі:66, за допомогою яких вготовляли дошки товщиною приблизно 6-10 см.:134. Для отримання необхідної вигнутої форми дошок їх обробляли за допомогою води та вогню. Дошка, яка слугувала днищем човна була набагато товща в середній третині і робилась тоншою і вужчою по кінцям, які були вигнуті, як роги молодика:65. Спочатку борти далки формувались лише двома дошками з кожного борту. Пізніше з'явились моделі далки з 2 або 3 дошками з кожного боку, збільшуючи тим самим водотоннажність і вантажопідйомність човна:66. В якості якоря використовували камінь, закріплений мотузками між чотирьох дерев'яних палок у формі «L»:138.
Існують різні свідчення щодо виду деревини, що використовується для будівництва далки. Рікардо Латчем стверджував у 1930 р., що вони були побудовані з модрини (Fitzroya cupressoides), а у випадку її відсутності — з кипариса (Pilgerodendron uviferum) або в південніших районах з бука (Nothofagus betuloides):65. Але деревина далки з етнографічного музею Ачао — це койк (Nothofagus dombeyi) або чилойський койк (Nothofagus nitida), тоді як залишки, знайдені в озері Чапо виготовлені з евкріфії (Eucryphia cordifolia) а ті, що знаходяться в Музеї світової культури в Гетеборзі також належать до виду роду Nothofagus:318-19,:4.
Щодо швів, що з'єднувались з дошками, після того, як вони були пристосовані один до одного, Latcham описує їх як:
Мотузки, що використовувались для виготовлення шва, були зроблені із зовнішніх волокон трав'янистої рослини кіла (Chusquea montana Phil.). Щоб підготувати ці волокна, індіанці розрізали стебла, видаляючи тверду кору, а після цього била її об каміння, доки вони не перетворювались на свого роду клоччя, з яких індіанці пряли і скручували між собою, поки не отримували мотузки необхідної товщини. Сформовані таким чином мотузки надзвичайно міцні і довговічні…. Щоб пропустити мотузки через отвори в дошках, вони використовували голки кара.

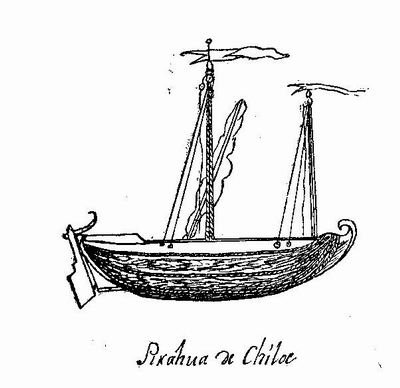
Далка з о.Чилое на малюнку отця Франциско Менендеса 1794 р., вже має європейські риси..

Для скріплення між собою дощок обшивки, а пізніше — штевнів, також використовувались дерев'яні шканти або нагелі.

## Розвиток під іспанським впливом
З культурним обміном, який розпочався з приходом іспанців, оригінальна далка перейняла деякі елементи привнесені колонізаторами, що активно використовували її в своїй діяльності. Зокрема, її борти були підвищені за рахунок двох додаткових бічних дошок і укріплені планширами, що дозволило збільшити вантажопідйомність. Також були додані кочети для весел, а згодом вітрило, кормове стерно, штевні та залізні цвяхи для будівництва, після чого човен набув європейських рис:5.

## Археологічні знахідки
Дотепер зберіглось небагато зразків оригінальних моделей човна далка, деякі з яких збереглись лише частково :311:
1. Фрагмент далки, що знаходиться в Музеї природної історії в Сантьяго.
2. Зразки далка, зібрані етнографічною експедицією Карла Скоттсберга у південній Патагонії близько 1910 року, що зберігаються в музеї Världskultur в Гетеборзі та Етнографічному музеї в Стокгольмі, Швеція.
3. Залишки далки, виготовлені між 1440 і 1510 роками, знайдені на озері Чапо в 1999 році, що зберігаються в колекції музею Хуана Пабло II в Пуерто-Монт.
4. Два фрагменти, знайдені на острові Квінчао в 1960-х роках, які експонуються в Етнографічному музеї Ачао.